# Montpellier Business School
Montpellier Business School – francuska uczelnia ekonomiczna w Montpellier. Założona w 1897 r.. Posiada status grande école.
W 2019 roku MBS uplasowała się na 69 miejscu pośród wszystkich uczelni ekonomicznych w Europie.
Programy studiów realizowane przez MBS posiadają potrójną akredytację przyznaną przez AMBA, EQUIS oraz AACSB. Wśród absolwentów tej uczelni znajduje się m.in. były francuski minister Éric Besson (MBS 1979).